# Pinky Winters
Pinky Winters (geboren als Phyllis Wozniak, Michigan City, Indiana, 1 februari 1930) is een Amerikaanse jazzzangeres.

## Biografie
Winters had vanaf haar vierde pianoles en trad al op jeugdige leeftijd in het openbaar op. In Denver trad ze op met pianist Dick Grove en in 1953 verhuisde ze naar Los Angeles, waar ze in nachtclub Starlight optrad, begeleid door pianist Bud Lavin en drummer Stan Levey, alsook door haar toenmalige man, de bassistJim Wolf. In 1954 verscheen haar debuutalbum. Pinky Winters, die beïnvloed was door Sarah Vaughan, nam in de jaren erna verschillende jazzalbums op, waarop ze begeleid werd door musici als Zoot Sims, Lou Levy, Gerald Wiggins, Howard Roberts en Chico Hamilton. Haar repertoire bestond overwegend uit standards als "Polka Dots & Moonbeams“, "Cheek to Cheek“, "It Never Entered My Mind“, "Easy Living“, "Jeepers Creepers“ en "Pennies from Heaven“. Eind jaren 50 scheidde ze van haar man, ze bracht haar dochter groot en had een baan buiten de muziek. Ze huwde later Bob Hardaway, een studiomuzikant bij NBC, en ging wonen in Hollywood Hills. Pas in 1979 ging ze weer optreden in nachtclubs en ook ging ze, tot 2010, weer albums maken. In 1994 nam ze een plaat op met het Metropole Orkest en Lou Levy (As Long As There’s Music), later nam ze ook op in Japan, waar ze nog in 2016 toerde. In de jazz zong ze tussen 1954 en 2010 op 12 opnamesessies.

## Discografie
- Pinky (Vantage Records 1954), met Bud Lavin, Jim Wolf, Stan Levey
- Pinky & Zoot (Vantage, 1954), met Zoot Sims, Mary Hale, John Darman, Ternig Inocencio, Jim Wolf, Gerry Hales
- Lonely One (Argo, 1958), met Gerald Wiggins, Howard Roberts, Jim Wolf, Chico Hamilton
- The Shadow of Your Smile – (Pinky Winters Sings Johnny Mandel) (Cellar Door, 1983), met Lou Levy, Bill Takas
- Speak Low (Cellar Door, 1983)
- Let's Be Buddies (Jacqueline Records, 1985), met Lou Levy, Monty Budwig
- As Long as There's Music (Koch Jazz 1994)
- This Happy Madness (Verve Records 1994), met Pete Christlieb, Lou Levy, Eric Von Essen, Joe LaBarbera
- Rain Sometimes (2001), met Bob Maize, Richard Rodney Bennett
- World on a String: Pinky Winters Sings Sinatra – Live in Tokyo (SSJ, 2007), met Kiyoshi Morita, Masahiko Taniguchi
- Winters in Summer (SSJ 2010), met Pete Christlieb, Jim Cox, Ron Anthony, Tom Warrington, Ralph Penland